# Xysticus helophilus
Xysticus helophilus is een spinnensoort uit de familie van de krabspinnen (Thomisidae).
De wetenschappelijke naam van de soort werd in 1890 gepubliceerd door Eugène Simon.